# Джон Тери
Джон Джордж Тери (на английски: John George Terry) е английски футболист, един от най-добрите защитници в историята на английския футбол. Мнозина го определят като най-добрия играч с глава в Англия в последните няколко десетилетия.
Джон Тери е роден на 7 декември 1980 г. в квартал Баркинг, източен Лондон. Дебютира в професионалния футбол през 1998 г. като играч на Ф.К. Челси. През 2000 г. играе в Нотингам Форест под наем за два месеца. Освен играч на Ф.К. Челси, той е титуляр и в английския национален отбор, където дебютира през юни 2003 г. срещу Сърбия и Черна гора. В мача срещу Полша има честта да носи капитанската лента, заменяйки Майкъл Оуен. През 2005 г. Тери е избран за най-добър защитник в Шампионската лига.

## Кариера
Син до мозъка на костите си и истински герой за феновете, Джон Тери е най-успешният капитан в историята на Челси и според мнозина – най-добрият централен защитник.
Смелата му игра, невероятният му поглед върху играта и добрата техника го правят нещо много повече от просто защитник.
Роден в Източен Лондон, Джон е с Челси още от 14-годишен, където започва да играе като централен полузащитник.
Един ден, поради липсата на алтернатива, на Джон му се налага да играе като защитник за юношите и оттогава никога повече не се връща на стария си пост.
Краткият му, но успешен престой под наем в Нотингам Форест помага за израстването му като играч, а уроците му с легендите Марсел Десаи може би допринасят много за избирането му за играч на годината, само 2 години след дебюта му.
След кратък период от време, през който на Джон му се е налага да се справи с проблеми извън терена, той отново се фокусира върху играта си, което е достатъчно през 2003 да бъде повикан за дебютант в английския национален отбор и да бъде първи избор за Евро 2004 и Световното през 2006.
В Челси той вече е капитан, замествайки Марсел Десаи, и повежда клуба към така желаната титла. Джон се превръща в един от четиримата капитани, които извеждат отбора до големи отличия. Той също е и първият играч на Челси, избран от Асоциацията на професионалните за Играч на годината за 2004/05, след гласуване от футболни специалисти по целия свят.
Невероятните изяви на защитника продължават и през 2005/06, но контузия в края на сезона го лишава от възможността да играе във всички мачове в Премиършип през този сезон, но все пак Челси отново спечелва титлата. Тери отбелязва седем гола във всички състезания и е избран за Играч на годината на Челси за втори път.
Жозе Моуриньо казва за него: „Тери е най-добрият централен защитник в света“, а и треньорът на Англия по това време явно е на същото мнение, защото избира Тери за капитан на тима. Така той се превръща в първия юноша на Челси, станал капитан на Англия.
Въпреки че Тери има повече от 300 изяви за Челси, сезон 2006/07 е помрачен от една доста продължителна контузия в кръста. И все пак той се завръща на терена и заедно с тима спечели първата ФА Къп, вдигната на новопостроения Уембли и отбеляза първия си интернационален гол там.
Последният сезон също беше доста цветущ. Контузии в коляното, скулата и лакътя не позволиха на Тери да играе в повече от 37 мача, при възможни 62. И все пак той участва в първия финал на Челси за Шампионската лига в Москва. И въпреки изпуснатата дузпа тогава, Тери започва новия сезон 2008/09 с подкрепата на всички от клуба. Сега Тери ще поведе отбора в новата ера под ръководството на Карло Анчелоти. През лятото на 2009, Джей Ти получи много интересна оферта от Манчестър Сити на стойност 250 хиляди лири стерлинги седмично. Тогава все още живия Сър Боби Робсън казва така: "Черен ден за футбола!Ако този трансфер се осъществи, няма вече мъже на честта, а всички футболисти и хора са просто търгаши. Могат да целуват емблемата на всеки отбор!. На 15 август, Тери слага край на спекулациите около трансфер, като се врича в преданост на Челси и заради тази му постъпка, собственикът Роман Абрамович му увеличава заплатата с 20 хиляди лири стерлинги седмично или става най-скъпо платеният футболист на Сините с възнаграждение от 7.7 милиона на сезон.
От лятото на 2017 г. Джон Тери играе за Астън Вила във второто ниво на английския футбол.

## Успехи
- - Челси
- Английска Висша лига (4): 2004/05, 2005/06, 2009/10, 2014/15
- ФА Къп (5): 1999/00, 2006/07, 2008/09, 2009/10, 2011/12
- Купа на Англия (3): 2004/05, 2006/07, 2014/15
- Къмюнити Шийлд (2): 2005, 2009
- Уефа Шампионска лига (1): 2011/12
- Лига Европа (1): 2012/13

- - Индивидуални отличия
- Футболист на годината в Англия: 2004/05
- Най-добър футболист на Англия на Световно първенство: 2006
- Играч от перфектната единадесетка в света: 2005, 2006, 2007, 2008, 2009
- Най-добър защитник в света: 2005, 2008, 2009
- Най-добър играч в Челси: 2001, 2006